# Menschen für Menschen Schweiz
Menschen für Menschen Schweiz wurde von Karlheinz Böhm (1928–2014) und Rolf Knie im Jahre 1989 als Schweizer Landesorganisation des Hilfswerks Menschen für Menschen gegründet. Die Stiftung mit Sitz in Zürich arbeitet nach Böhms Prinzip der «Hilfe zur Selbstentwicklung» für arme und hungernde Menschen in Äthiopien. Die Projekte der Stiftung unterstützen besonders bedürftige Familien darin, sich in ihrer Heimat Lebensperspektiven zu erarbeiten. «Für ein Lebenswerk im Dienst der Humanität und des Friedens» nahm Böhm 2007 in Bern den mit zwei Millionen Franken dotierten Balzan-Preis entgegen. Die Stiftung trägt das ZEWO-Gütesiegel. Im Jahre 2019 war Menschen für Menschen mit einem Projektvolumen von rund zwei Millionen Franken für Äthiopien das wichtigste Schweizer Hilfswerk.

## Grundsätze
«Die Spaltung der Welt in Arm und Reich zu überwinden», war die Vision des Gründers Karlheinz Böhm. Menschen für Menschen Schweiz setzt sich für eine gerechtere Verteilung von Lebensperspektiven ein. Extrem arme Familien in Äthiopien sollen ein menschenwürdiges Leben führen können. Die Projekte werden sowohl in Slums von Städten als auch in entlegenen ländlichen Bezirken angesiedelt. Um Nähe und Effizienz sicherzustellen, werden die Projekte in Zusammenarbeit mit einheimischen Mitarbeitern und Mitarbeiterinnen äthiopischer Partnerorganisationen durchgeführt. Schwerpunkte der Projekte sind Schul- und Berufsbildung, Förderung der Landwirtschaft, Trinkwasser und Gesundheitsvorsorge. Weil die Benachteiligung von Mädchen und Frauen ein wesentliches Hindernis für Entwicklung ist, gilt ihrer Förderung besonderes Augenmerk. In Katastrophenfällen wie Dürren und in der Corona-Pandemie leistet die Stiftung auch Nothilfe mit Grundnahrungsmitteln.

## Geschichte
Von 1989 bis 2014 kooperierte die Schweizer Stiftung Menschen für Menschen mit den anderen Länderorganisationen von Menschen für Menschen in Belgien, Deutschland und Österreich. Die Kooperation führte sogenannte «integrierte ländliche Entwicklungsprojekte» durch. Diese zielen auf eine umfassende Armutsbekämpfung ab, indem gleichzeitig Landwirtschaft, Trinkwasserversorgung, Schulbildung, öffentliche Gesundheit und das Potential von Frauen gefördert werden. Von einem jährlichen Gesamtaufwand von rund 20 Millionen Euro steuerten Schweizer Spender rund 30 Prozent der Mittel bei. Mit den Spenden aus der Schweiz wurden unter anderem der Bau von 30 Schulen, acht Gesundheitsstationen und 169 Brunnen und Quellfassungen ermöglicht.
Im September 2014 beendete Menschen für Menschen Schweiz die Kooperation mit den anderen Landesorganisationen. Die Stiftung weitete ihre nunmehr eigenständigen Hilfsprojekte auf Städte aus. Hintergrund ist der gesellschaftliche Wandel durch Landflucht und Urbanisierung. Die Verelendung in Slums erfordert laut der Hilfsorganisation neue Projektansätze, um die Ärmsten der Armen auch in den wachsenden Städten zu erreichen. Die Verstädterungsrate in Äthiopien liegt bei jährlich 5,4 Prozent.
Im Sinne der Paris-Deklaration über die Wirksamkeit der Entwicklungszusammenarbeit werden die Selbstentwicklungskräfte in Äthiopien gefördert: Menschen für Menschen Schweiz arbeitet mit einheimischen Nichtregierungsorganisationen zusammen. Die Stiftungsmitarbeiter im Landesbüro in Addis Abeba leiten die äthiopischen Partner an und kontrollieren laufend Massnahmen und Ergebnisse. So leistet Menschen für Menschen konkrete Beiträge zur Erreichung der Sustainable Development Goals (SDGs) der Vereinten Nationen. Die Projekte verfolgen besonders die Erreichung der ersten fünf UN-Nachhaltigkeitsziele gegen Armut und Hunger und für Gesundheit, Bildung und Geschlechtergleichheit.

## Aktuelle Projekte

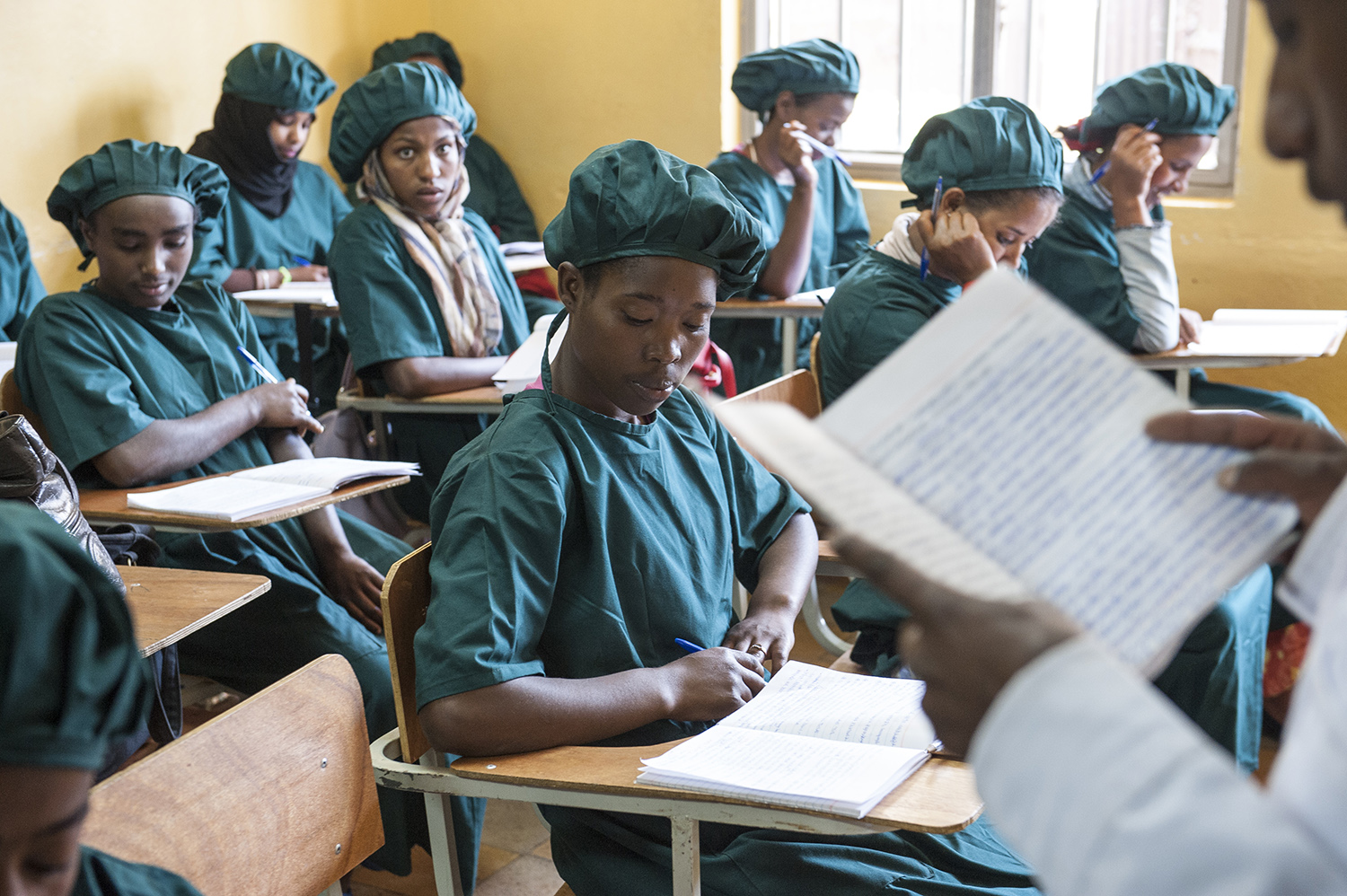
Hauswirtschaftsschülerinnen in einem Projekt in Addis Abeba von Menschen für Menschen Schweiz

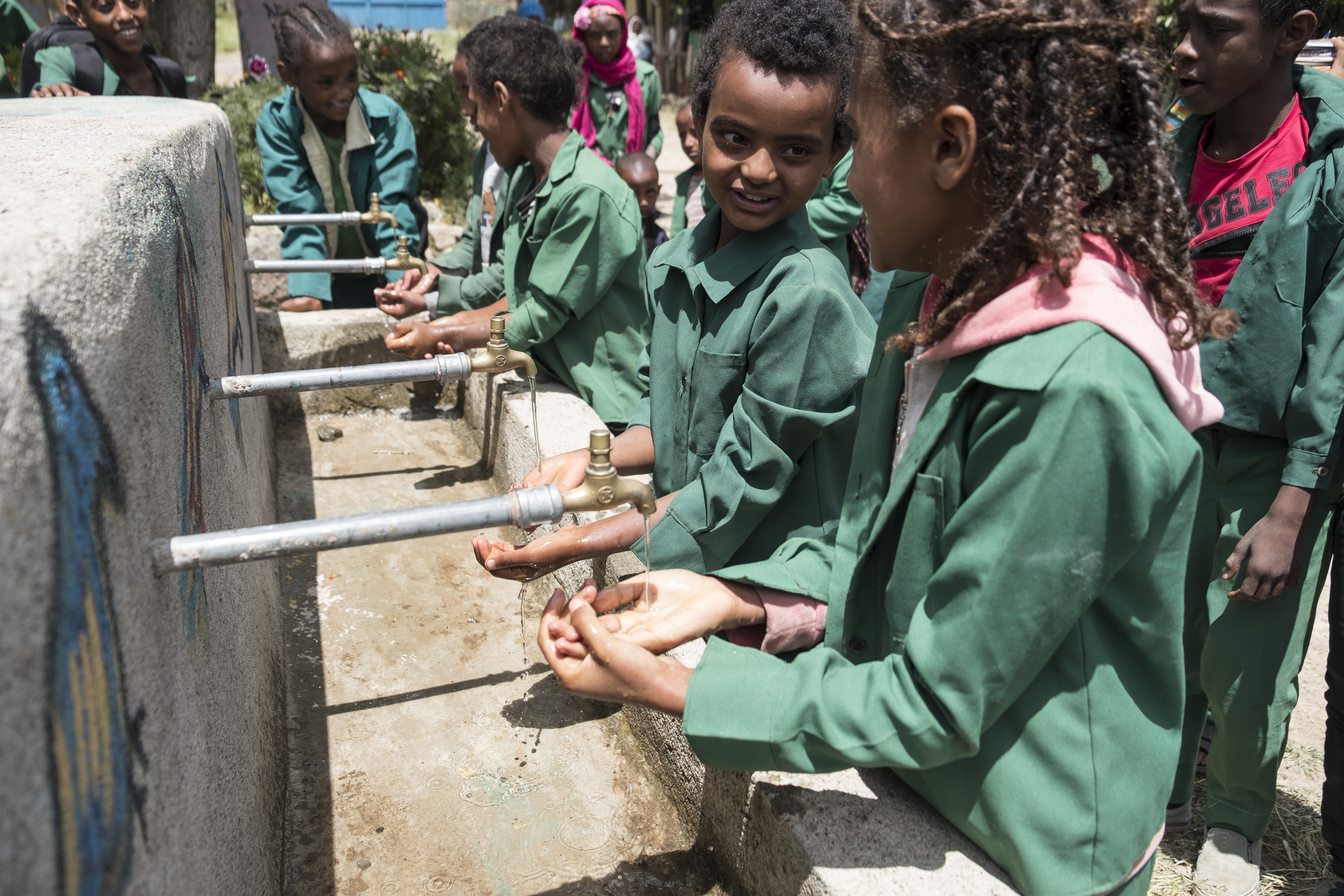
Schulkinder in Debre Berhan, wo Menschen für Menschen Schweiz auch die Hygiene an den Grundschulen verbessert.

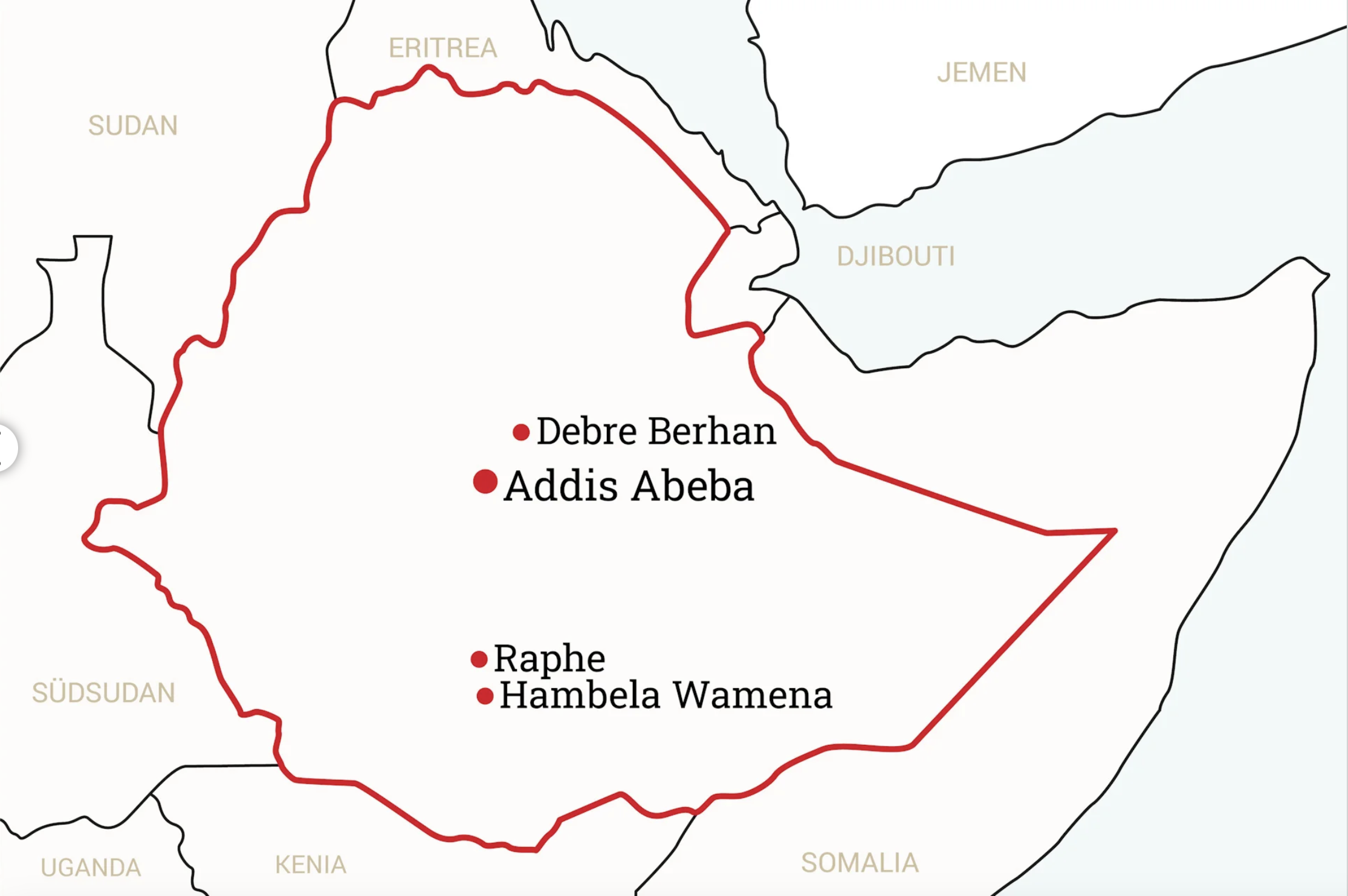
Projektgebiete der Schweizer Stiftung Menschen für Menschen in Äthiopien

In der Grossstadt Debre Berhan hilft die Stiftung seit 2016 Kindern aus den ärmsten Familien mit individueller Förderung. Die Kinder bekommen Lebensmittel, Bücher, Schulmaterialien und ärztliche Versorgung. Die Eltern erhalten berufliche Ausbildungsangebote und Starthilfen zur Gründung eines Kleingewerbes. Ziel ist es, die geförderten Familien nach drei Jahren in die Unabhängigkeit zu entlassen. Zunächst wurden 1000 Kinder und ihre Familien gefördert. Die Corona-Krise behinderte diese Anstrengungen. Gerade die ärmsten Familien waren mit Einkommensverlusten konfrontiert, so dass sie nicht mehr ausreichend Lebensmittel kaufen konnten. Deshalb versorgte Menschen für Menschen die betroffenen Familien mit Nothilfe-Paketen. Im Januar 2022 beschloss Menschen für Menschen das Projekt auf 1200 Kinder und Teenager zu erweitern. Nach drei Jahren konnten rund zwei Drittel der 663 geförderten Familien in die Unabhängigkeit entlassen werden. Die verbliebenen Familien werden weiter unterstützt, zusammen mit weiteren Familien, die ab 2025 ins Projekt aufgenommen wurden: Durch die Landflucht besonders armer Familien nach Debre Berhan entstand neuer und grösserer Bedarf. Das Projekt wurde auf 1800 Kinder aus rund 900 Familien erweitert.
In Addis Abeba ermöglicht Menschen für Menschen Schweiz als Hauptpartner der im Juli 2021 verstorbenen Philanthropin Abebech Gobena und ihrer Organisation Abebech Gobena Charity den Unterhalt eines Heims für 34 Waisenkinder. Unterernährte Kleinkinder von besonders armen Alleinerziehenden bekommen Lebensmittelhilfen. In der Corona-Pandemie seit Frühjahr 2020 hatte die Stiftung dieses Programm verstärkt. Junge Frauen erhalten über die Ausbildung zur Köchin und Hauswirtschafterin Perspektiven. Unter den Auszubildenden sind viele Arabien-Rückkehrerinnen. Die Stiftung möchte die Armutsmigration von Äthiopierinnen in arabische Länder verhindern, weil die Frauen häufig menschenunwürdigen Arbeitsbedingungen und Missbrauch durch ihre Arbeitgeber ausgesetzt sind.

m Januar 2024 begann Menschen für Menschen ein neues Projekt in Hambela Wamena. In dem Distrikt in Südäthiopien haben lediglich elf Prozent der Menschen sauberes Trinkwasser, wie eine Basis-Studie des Hilfswerks ergab. Die Landwirtschaft auf winzigen Flächen kann die Bevölkerung nicht ernähren. Die meisten Familien müssen viele Monate im Jahr ihre Ernährung einschränken. 

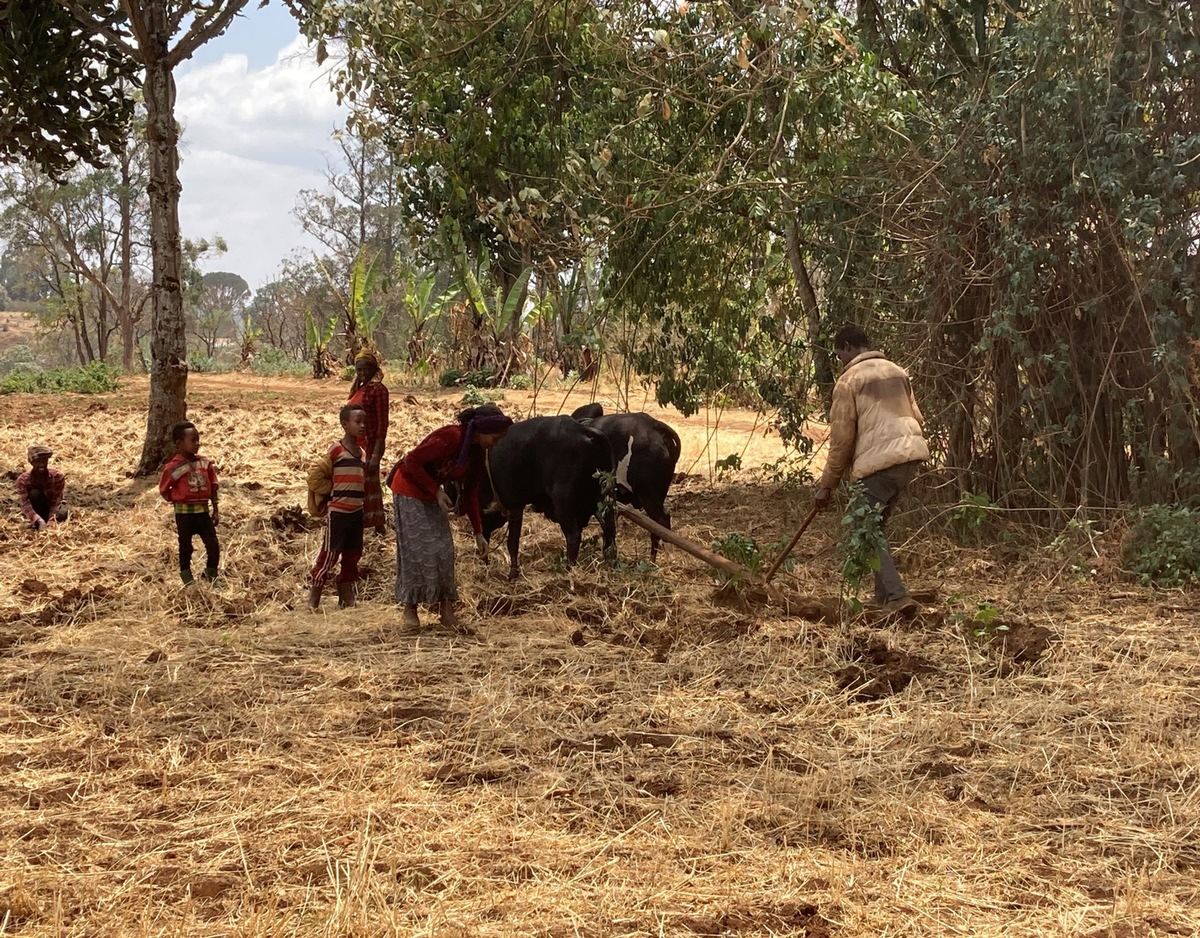
Landwirtschaft in Hambela Wamena, einem Projektgebiet von Menschen für Menschen Schweiz

Meist essen die Menschen Kotscho, ein in Äthiopien weit verbreitetes brotähnliches Lebensmittel, das aus der Stärke der Ensete („Falsche Banane“) gewonnen wird. Menschen für Menschen entwickelt den Bezirk nun mit einheimischen Beraterinnen und Beratern, die dauerhaft unter der Landbevölkerung leben. Das Ziel ist, Armutsmigration in die Städte zu verhindern. Die Fachleute zeigen den Kleinbauern angepasste Bewirtschaftungsmethoden und wie sie ihre Ernten diversifizieren können, etwa mit proteinreichen Hülsenfrüchten. Saatgut und Vieh werden als Darlehen im Rahmen von Kooperativen vergeben. Die Bauern zahlen diese Inputs binnen zwei Jahren an die Kooperative zurück.

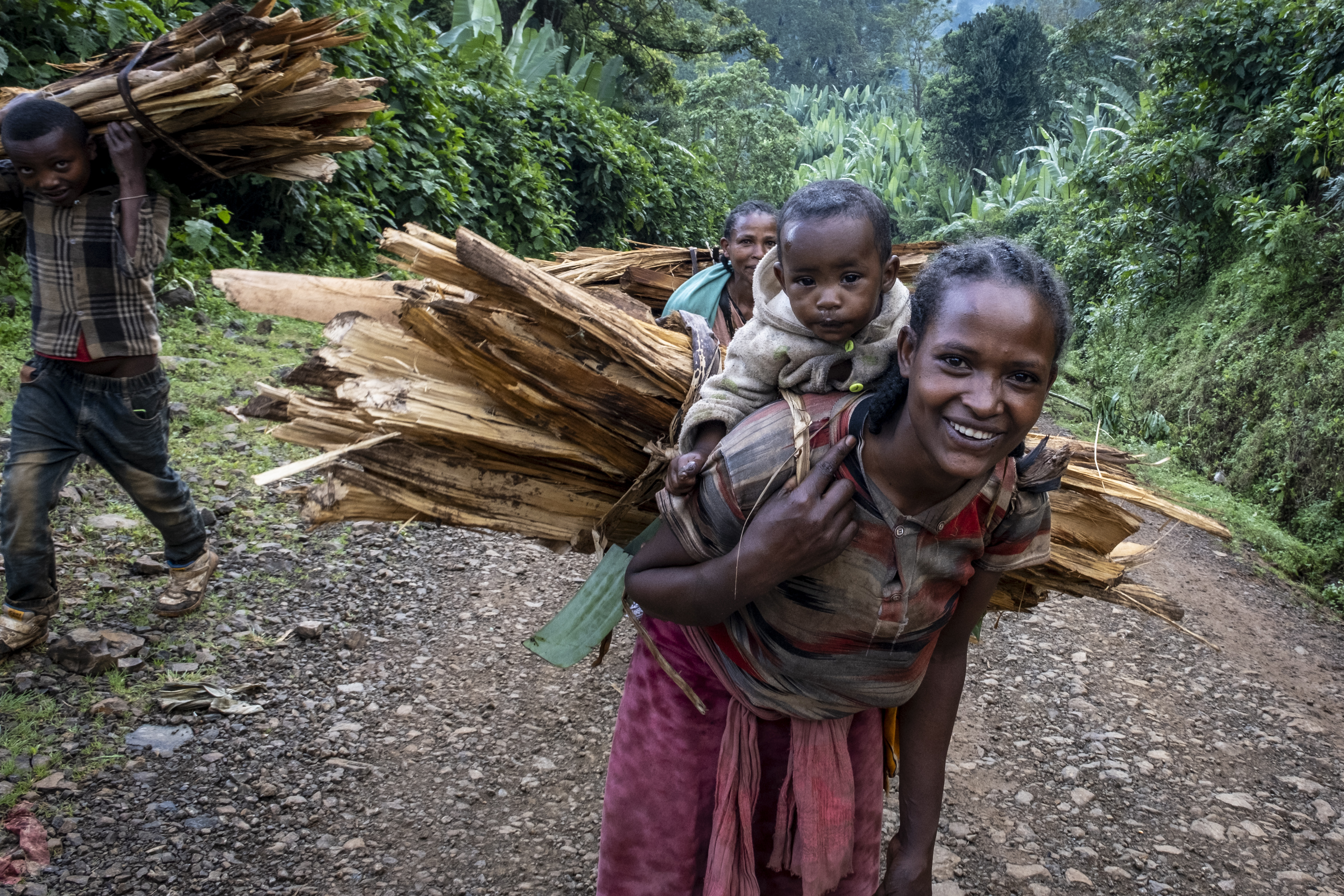
Im Bezirk Raphe in Südäthiopien, einem Projektgebiet von Menschen für Menschen.

Im Januar 2025 begann das Hilfswerk ein neues Projekt in dem abgelegenen Landbezirk Raphe in Gedeo. Rund 98’000 Einwohner leben in dem Bezirk im Süden Äthiopiens ohne sichere Existenzgrundlage und mit minimaler Infrastruktur. Neun von zehn Familien haben nicht das ganze Jahr über genug zu essen. Sie reduzieren ihre Portionen und lassen Mahlzeiten ausfallen. Eine von Menschen für Menschen in Auftrag gegebene Baseline-Studie wies nach, dass gerade die Monate Mai bis September kritisch sind. Die Stiftung fördert die durch Agroforst dominierte Landwirtschaft mit Schulungen und materiellen Inputs. Das Potential der Frauen wird über Selbsthilfe- und Spargruppen geweckt. Da die Überbevölkerung eine wesentliche Ursache der Armut ist, sorgt das Hilfswerk auch für Zugänge zu Familienplanung.

## Ehemalige Projekte
In der Stadt Shewarobit ist die fehlende Sanitärversorgung eine Gefahr für die öffentliche Gesundheit. Menschen für Menschen Schweiz hat neben gemeinschaftlich genutzten Sanitäranlagen sogenannte WASH-Cafés errichtet. Dort können die Besucher Toiletten und Duschen benutzen. Alleinerziehende Frauen, darunter ehemalige Prostituierte, finden in den Cafés einen sicheren Arbeitsplatz.

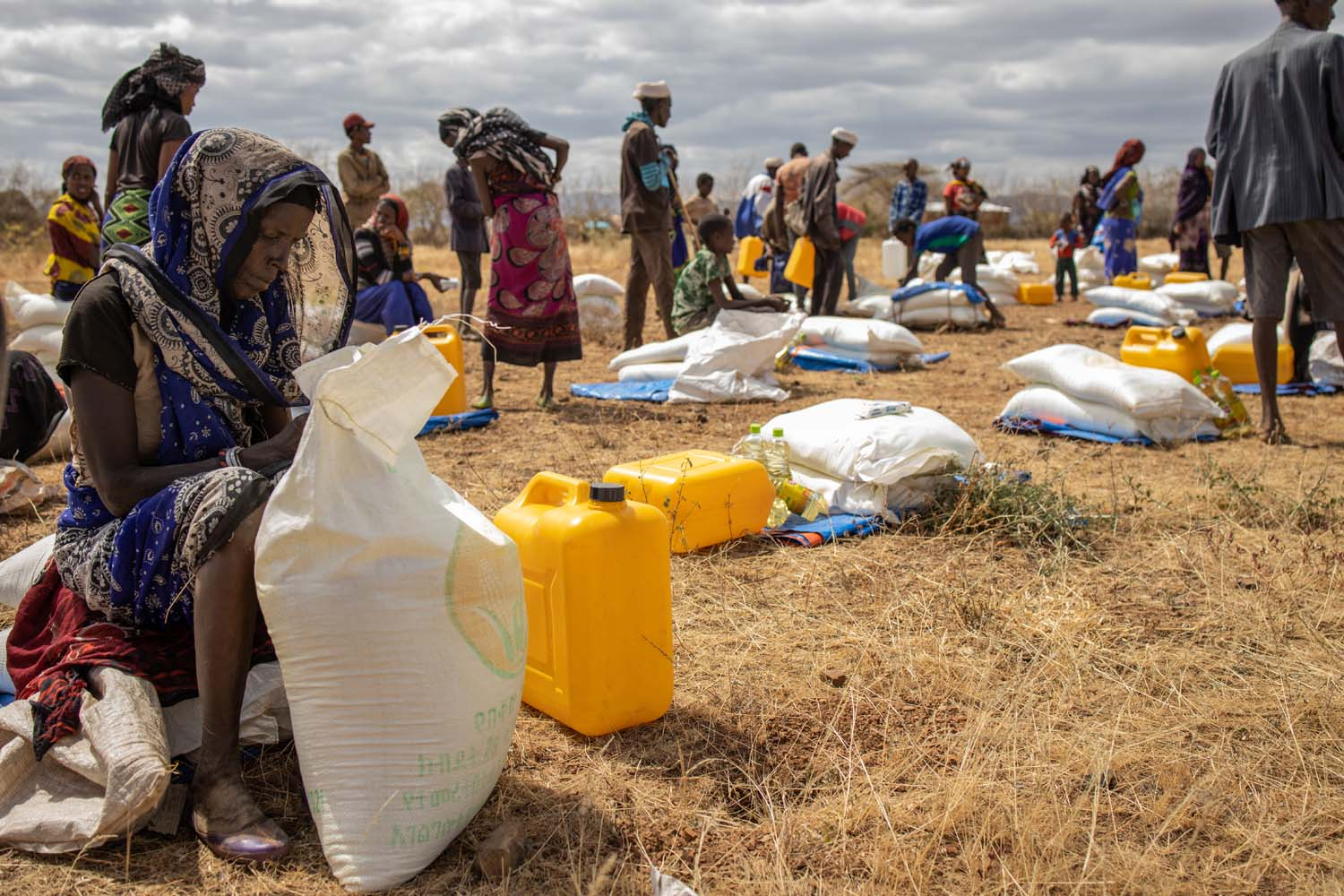
Klimaflüchtlinge in Borena erhalten Nothilfe durch Menschen für Menschen Schweiz.

Einer der Gründe für die Landflucht sind durch den Klimawandel verstärkte Dürren. Die Region Afar ist besonders betroffen. Menschen für Menschen Schweiz leistete 2016 im Landkreis Mille (Woreda) Nothilfe für Kinder unter fünf Jahren. Im Laufe des Jahres 2022 herrschte in vielen Regionen Äthiopiens und Ostafrikas die schlimmste Dürre seit 40 Jahren. Besonders betroffen war Borena im Süden Äthiopiens. Das Vieh der Hirten war verendet. Menschen für Menschen Schweiz brachte ab Ende Juli 2022 Maismehl, Speiseöl, Hygieneartikel und Zeltblachen in das Katastrophengebiet.
Bereits 2021 leistete das Hilfswerk in mehreren Aktionen Nothilfe aufgrund des Tigray-Konfliktes. Zunächst erhielten im Mai rund 5000 Menschen nahe der Stadt Wukro in Tigray Grundnahrungsmittel. Im Oktober wurden Binnenvertriebene im Bundesstaat Amhara mit dem Nötigsten versorgt.
Im Siedlungsgebiet Subuli in Afar hat die Stiftung eine Bewässerungsinfrastruktur errichtet, damit Hirtenfamilien Getreide und Gemüse anbauen können. Sie macht 300 Familien langfristig unabhängig von Trockenzeiten.

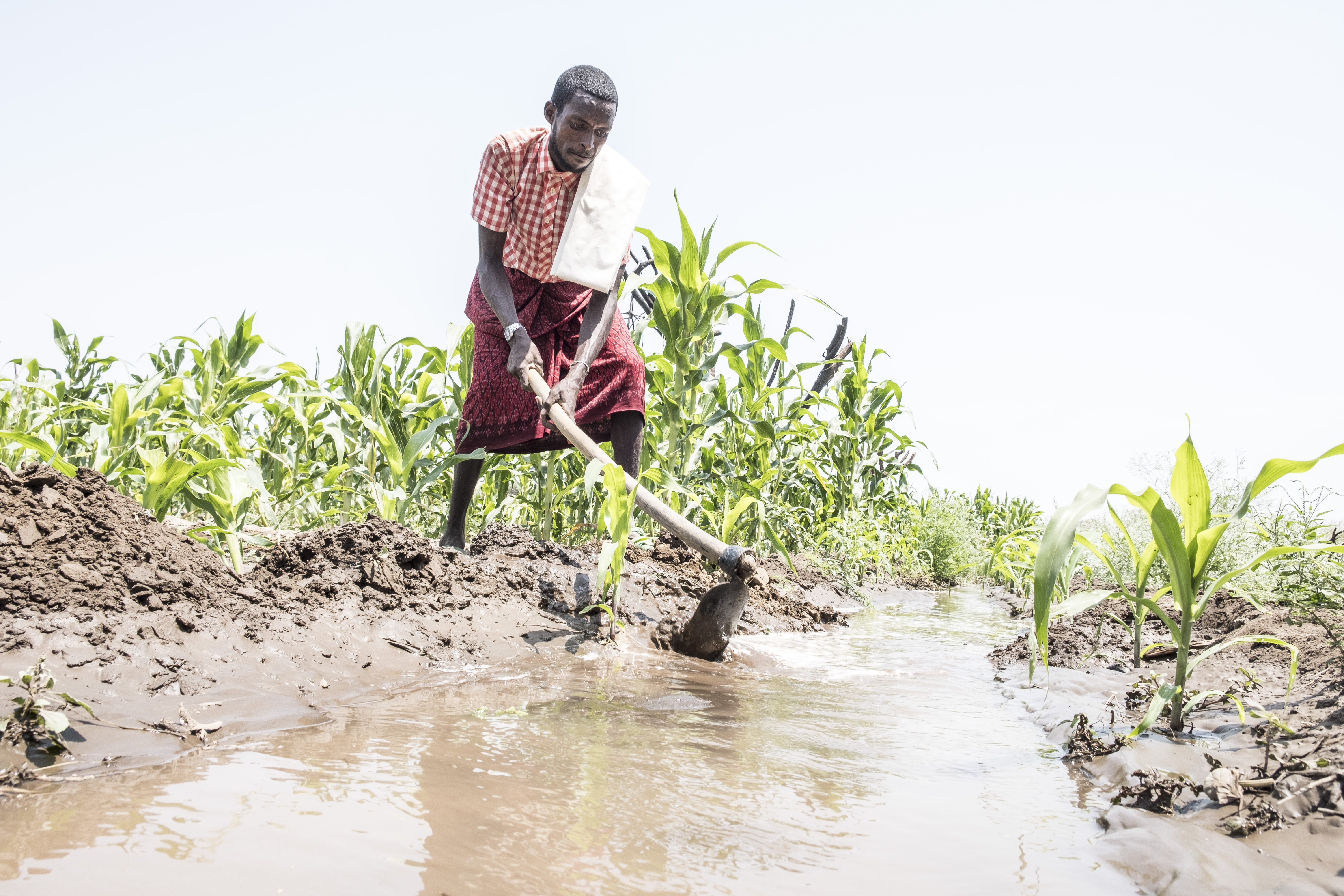
Bewässerungslandwirtschaft in Subuli

Ein weiteres Bewässerungsprojekt zur Ernährungssicherung und Einkommenssteigerung von 600 Familien führte Menschen für Menschen ab 2019 im Dorf Buyo Kechema im Distrikt Seka Chekorsa unweit der Stadt Jimma durch. Mit Kanälen am Gibe River werden 200 Hektar Land bewässert, so dass die Bauern bis zu drei Mal im Jahr Obst und Gemüse ernten können. 540 Familien haben dort im Frühjahr 2022 zum zweiten Mal auf 180 Hektar Weizen angebaut. Mitte April ernteten sie rund viereinhalb Tonnen Weizen pro Hektar. Bereits nach drei Ernten übersteigt der Marktwert des Getreides die Investitionskosten für den Bau.
In den Distrikten Abaya und Gelana im Süden Äthiopiens führte die Stiftung ein Projekt zur Ernährungssicherung durch. Bedürftige Familien erhielten Saatgut und Vieh auf Basis fairer Kredite und landwirtschaftliche Schulungen. Bauernkooperativen wurden in ihren Vermarktungskapazitäten gestärkt und Wertschöpfungsketten aufgebaut, etwa mit dem Bau von Lagerhallen für Kaffee und Schlachthäusern. Eine unabhängige Evaluation sah zum Abschluss des Projekts eine deutliche Verbesserung der Lebensbedingungen.

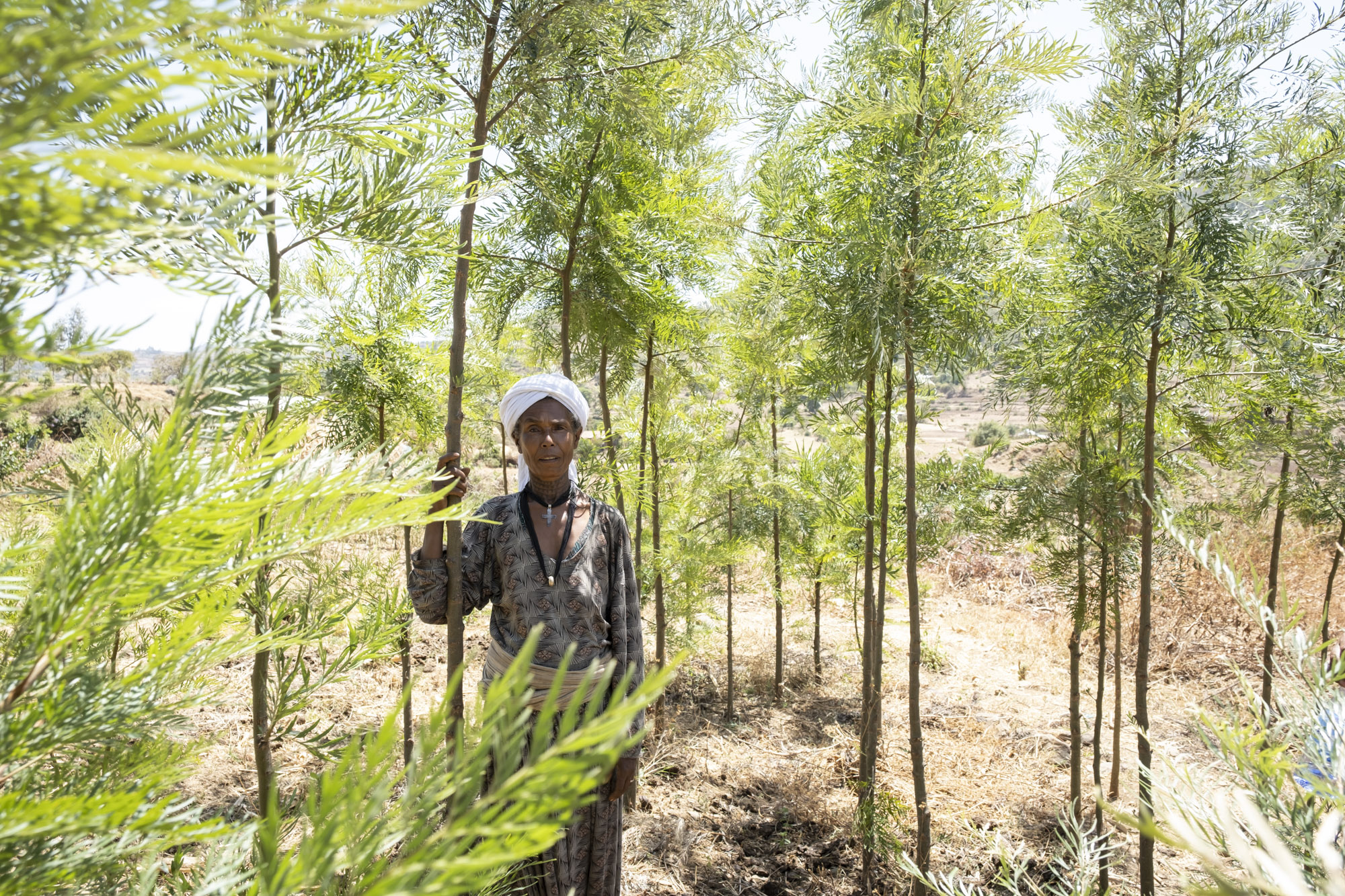
Aufforstung in einem Projekt von Menschen für Menschen Schweiz im äthiopischen Distrikt Fogera

Im Distrikt Fogera am Tana-See führe Menschen für Menschen zwischen 2020 und 2024 ein Projekt zur Ernährungssicherung durch. Gleichzeitig diente das Projekt dem Klimaschutz. In dem Distrikt leiden arme Kleinbauern unter dem Klimawandel und der Entwertung der Naturressourcen aufgrund Übernutzung. Die erodierten Böden können nur noch wenig Wasser und Nährstoffe speichern. Die Stiftung baute Baumschulen auf. Die dort gezogenen Bäume wurden an Hängen und Erosionsrinnen gepflanzt. So wurde die Erosion gestoppt und der Wasserhaushalt und die Ernten verbessert. Insgesamt wurden rund 1,7 Millionen Bäume gepflanzt. Privatpersonen, Gemeinden und Unternehmen in der Schweiz wurde angeboten, über die Aufforstungen ihren CO2-Ausstoss zu kompensieren.

## Transparenz
Menschen für Menschen Schweiz setzt die Projekte selbstständig mit lokalen Nichtregierungsorganisationen um. Diese Projektpartner liefern vierteljährlich Berichte zu den einzelnen Projekten. Darin wird der aktuelle Stand der Arbeiten und das abgerufene Budget aufgeführt. Die Quartalsberichte dienen den Mitarbeitern der Stiftung im Landesbüro in Addis Abeba als Grundlage, die erzielten Fortschritte vor Ort zu überprüfen. Neben diesem internen Monitoring finden nach drei Projektjahren externe Evaluationen durch unabhängige Gutachter statt. Menschen für Menschen Schweiz lässt ihre Jahresrechnungen von der Revisionsgesellschaft Aeberli Treuhand AG prüfen. Die Stiftung trägt seit 1999 das ZEWO-Gütesiegel.